# Chosendo
Chosendo es una freguesia portuguesa del concelho de Sernancelhe, con 10,72 km² de superficie y 250 habitantes (2001). Su densidad de población es de 23,3 hab/km².